# 圣埃斯泰沃
圣埃斯泰沃（法語：Saint-Estève，法語發音：[sɛ̃.t‿ɛstɛv] ⓘ），法国南部城市，奥克西塔尼大区东比利牛斯省的一个市镇，隶属于佩皮尼昂区，其市镇面积为11.67平方公里，2022年1月1日时人口数量为11,673人，在法国城市中排名第839位。
圣埃斯泰沃位于东比利牛斯省东部，省会佩皮尼昂市区西北，是佩皮尼昂近郊的一个卫星城。

## 地名来源
“埃斯泰沃”及“艾蒂安”（Étienne），指天主教圣人司提反，其词源来自古希腊语“[στέφανος] 错误：{{Lang}}：無法辨識代碼 gre（帮助）”，意为“环绕”。

## 历史
圣埃斯泰沃历史上长期位于一处普通村落，中世纪属于马略卡王国，后成为鲁西永行省的一部分。法国大革命后，圣埃斯泰沃成为东比利牛斯省的一个市镇。直到20世纪50年代，圣埃斯泰沃人口数量尚不足两千。此后，随着佩皮尼昂的城市扩张以及旅游业的发展，当地人口数量快速增加，出现了大批居民建筑。

## 地理

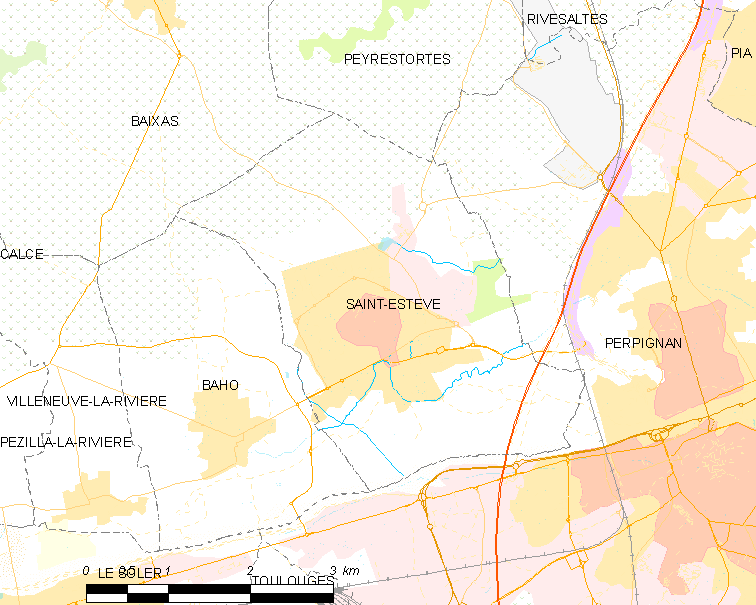
圣埃斯泰沃市镇范围地图

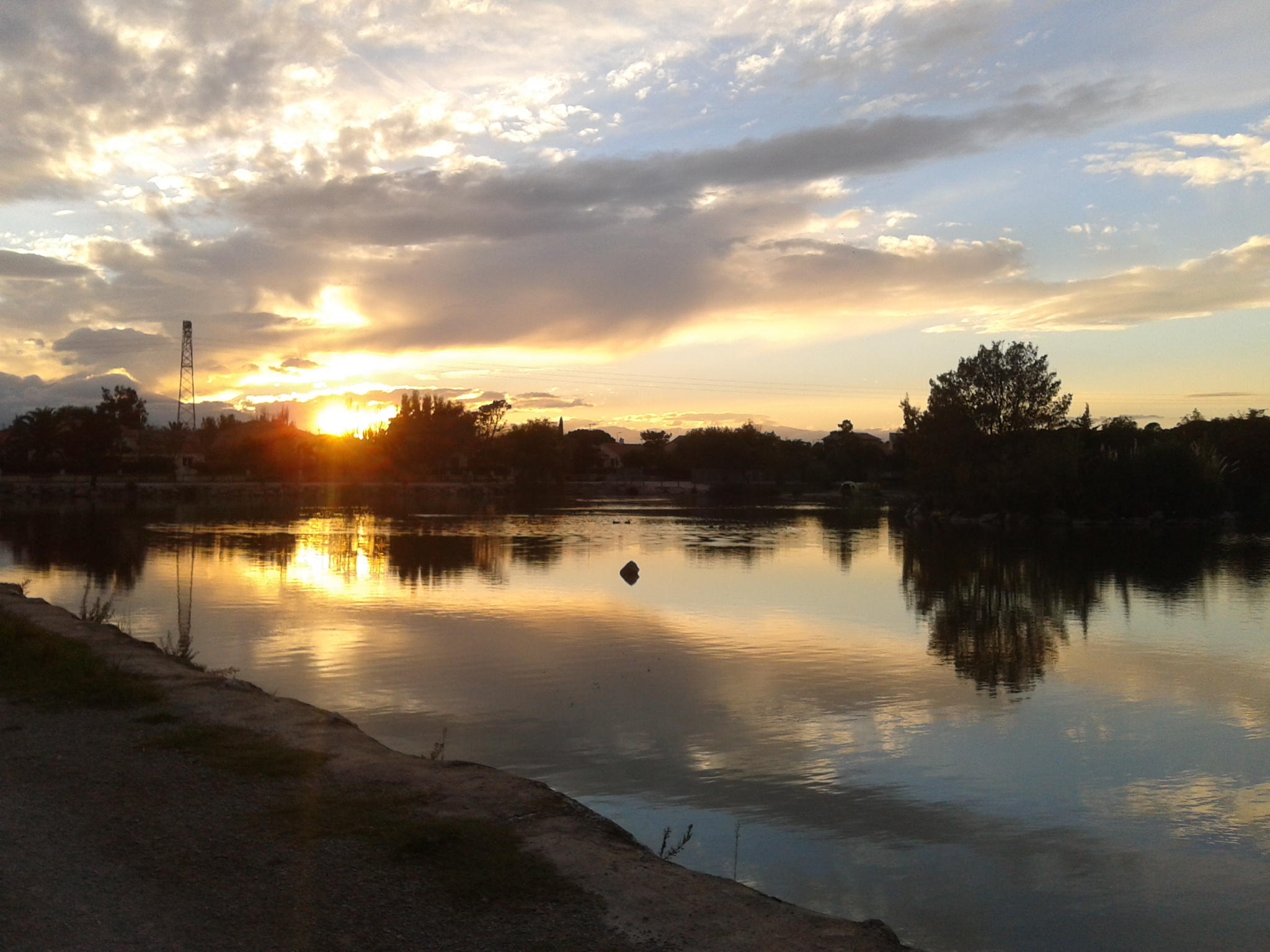
圣埃斯泰沃湖

圣埃斯泰沃位于法国南部，奥克西塔尼大区南部和东比利牛斯省东部，距离省会佩皮尼昂大约4公里。与圣埃斯泰沃接壤的市镇包括：佩雷斯托尔特、佩皮尼昂、巴奥、巴沙斯。

### 地形
圣埃斯泰沃位于比利牛斯山东北部山前平原腹地，境内以平原为主，市镇中心地势较为平坦，西部略有起伏，全境海拔在33到91米之间。

### 水文
多条溪流经过圣埃斯泰沃境内，属于泰特河流域。圣埃斯泰沃湖（Étang de Saint-Estève）位于市区北部，周边开辟有绿地公园。

### 植被
圣埃斯泰沃属于亚热带常绿硬叶林区，圣埃斯泰沃公园（Parc de Saint Estève）是当地主要的城市绿地。
在鲜花城市的评比中，圣埃斯泰沃被评为1星级鲜花城市。

### 气候
圣埃斯泰沃在柯本气候分类法中属于地中海气候。

## 行政区划
圣埃斯泰沃是法国奥克西塔尼大区东比利牛斯省的一个市镇，编号为66172。圣埃斯泰沃隶属于佩皮尼昂区和东比利牛斯省第三选区，管理里贝拉勒县，同时也是佩皮尼昂地中海城市公共社区的组成部分。
法国国家统计与经济研究所（简称）在进行数据统计时，将圣埃斯泰沃及相邻的另外14个市镇设为佩皮尼昂城市核心区，并将包括核心区在内的周边共66个市镇划为佩皮尼昂城市区。自2020年起，佩皮尼昂城市区被包含118个市镇的佩皮尼昂城市辐射区代替。此外，还将圣埃斯泰沃市镇分为了6个“块区”（IRIS），以便于统计人口分布情况。

## 交通

### 公路
多条东比利牛斯省省道在圣埃斯泰沃境内交汇，奥克西塔尼大区下属的城际客运提供巴士线路，可前往周边部分市镇。
2017年，83.4%的圣埃斯泰沃家庭拥有至少一辆私人汽车。2019年，圣埃斯泰沃境内共发生各类交通事故3起，造成4人受伤。

### 铁路
距离圣埃斯泰沃最近的铁路车站为佩皮尼昂站。

### 航空
距离圣埃斯泰沃最近的民用航空站为佩皮尼昂机场，距离圣埃斯泰沃市中心的公路里程约6公里。

### 城市公共交通
圣埃斯泰沃是佩皮尼昂城市公共交通（商业名称为）是当地的城市公共交通系统。截至2021年6月，该系统共包括数十条公交线路，其中公交14路经过圣埃斯泰沃市区。

## 政治

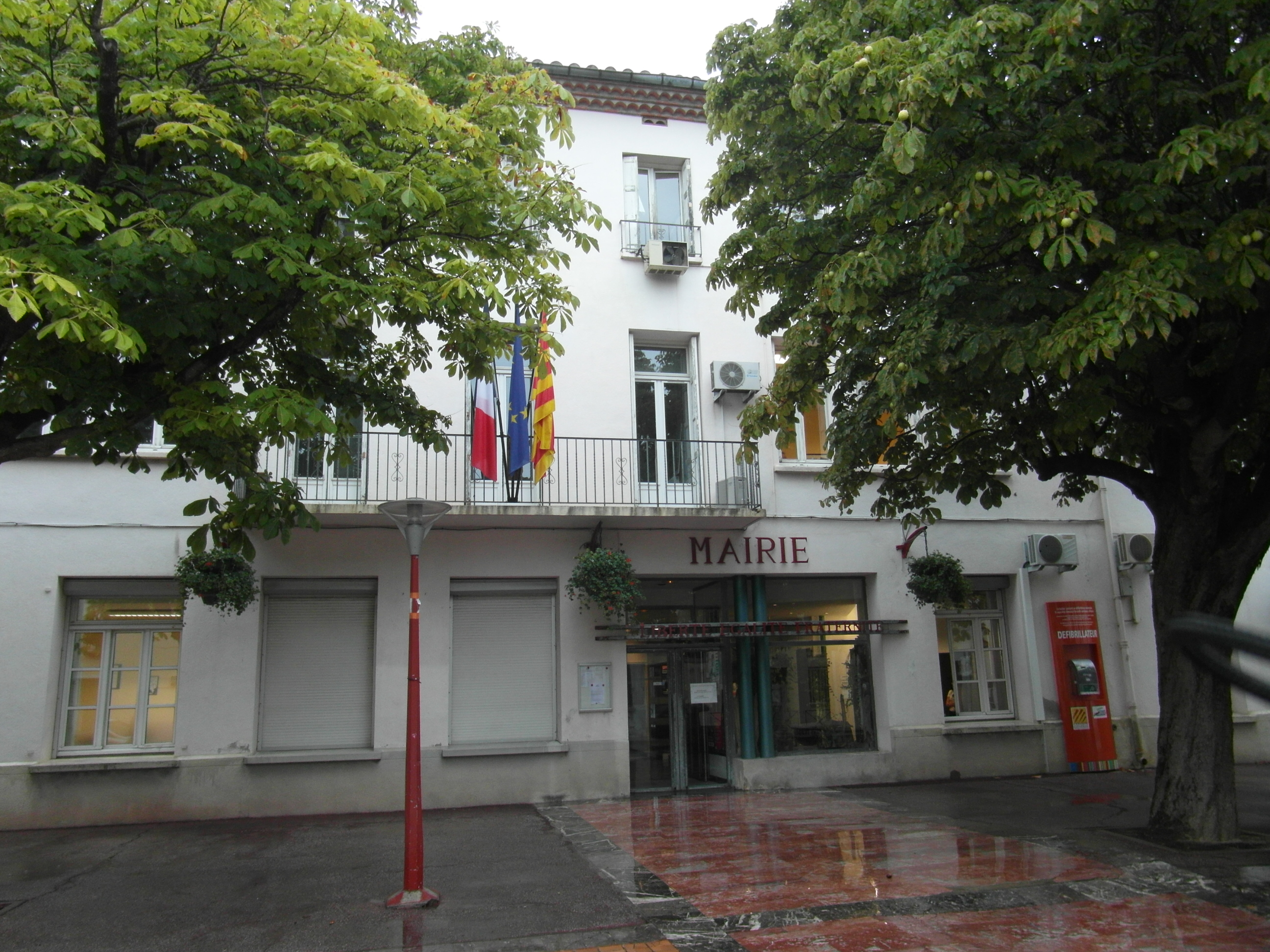
圣埃斯泰沃市政厅

圣埃斯泰沃的现任市长为罗贝尔·维拉先生（Robert Vila），他是共和党的一名成员，在2020年的市政选举中获得了100%的支持率（无其他候选人）。
在2017年的法国总统大选中，法国第25任总统埃马纽埃尔·马克龙在圣埃斯泰沃获得了50.94%的支持率。

## 人口
2018年，圣埃斯泰沃市镇人口数量为11,697，在法国排名第839位。其中男性5,350人，女性6,308人，75岁及以上人口占12.3%，外籍人口数量为2,217人，人口密度为1,002人/平方公里，当地居民被称为（男性）或（女性）。2019年，圣埃斯泰沃境内出生89人，死亡人口126人。
| 年份   | 1936  | 1946  | 1954  | 1962  | 1968  | 1975  | 1982  | 1990  | 1999  | 2006   | 2011   | 2016   | 2018   |
| ------ | ----- | ----- | ----- | ----- | ----- | ----- | ----- | ----- | ----- | ------ | ------ | ------ | ------ |
| 人口數 | 1,365 | 1,370 | 1,390 | 1,545 | 2,589 | 5,370 | 8,492 | 9,856 | 9,810 | 10,956 | 10,905 | 11,841 | 11,697 |

## 经济
圣埃斯泰沃是佩皮尼昂西北部的卫星城，截至2021年6月，当地共有各类用人单位1,950家，平均历史为14年，其中98.68%为中小型企业（PME）。（通讯设施）、（零售）及（建材销售）是当地2019年营业额最高的三个企业，分别为48,624,239欧元、22,225,720欧元和18,512,585欧元。

## 财政收入
2019年，圣埃斯泰沃的财政收入总额为11,803,000欧元，财政支出总额为10,573,600欧元，当年的债务总额为7,484,890欧元。2020年，圣埃斯泰沃共获得1,809,096欧元的国家财政补助，比上一年减少了0.02%。
2017年，圣埃斯泰沃的人均月收入总额为salairemois欧元，其中高级职员为3,634欧元，低于法国平均水平（4,214欧元）；中级职员为2,229欧元，低于法国平均水平（2,353欧元）；普通职员为1,635欧元，亦低于法国平均水平（1,690欧元）。
2017年，圣埃斯泰沃境内的青壮年（15至64岁）失业率为15.4%，当地50.6%的家庭拥有纳税资格，平均纳税2,897欧元，低于法国平均水平（3,888欧元）。

## 社会事务

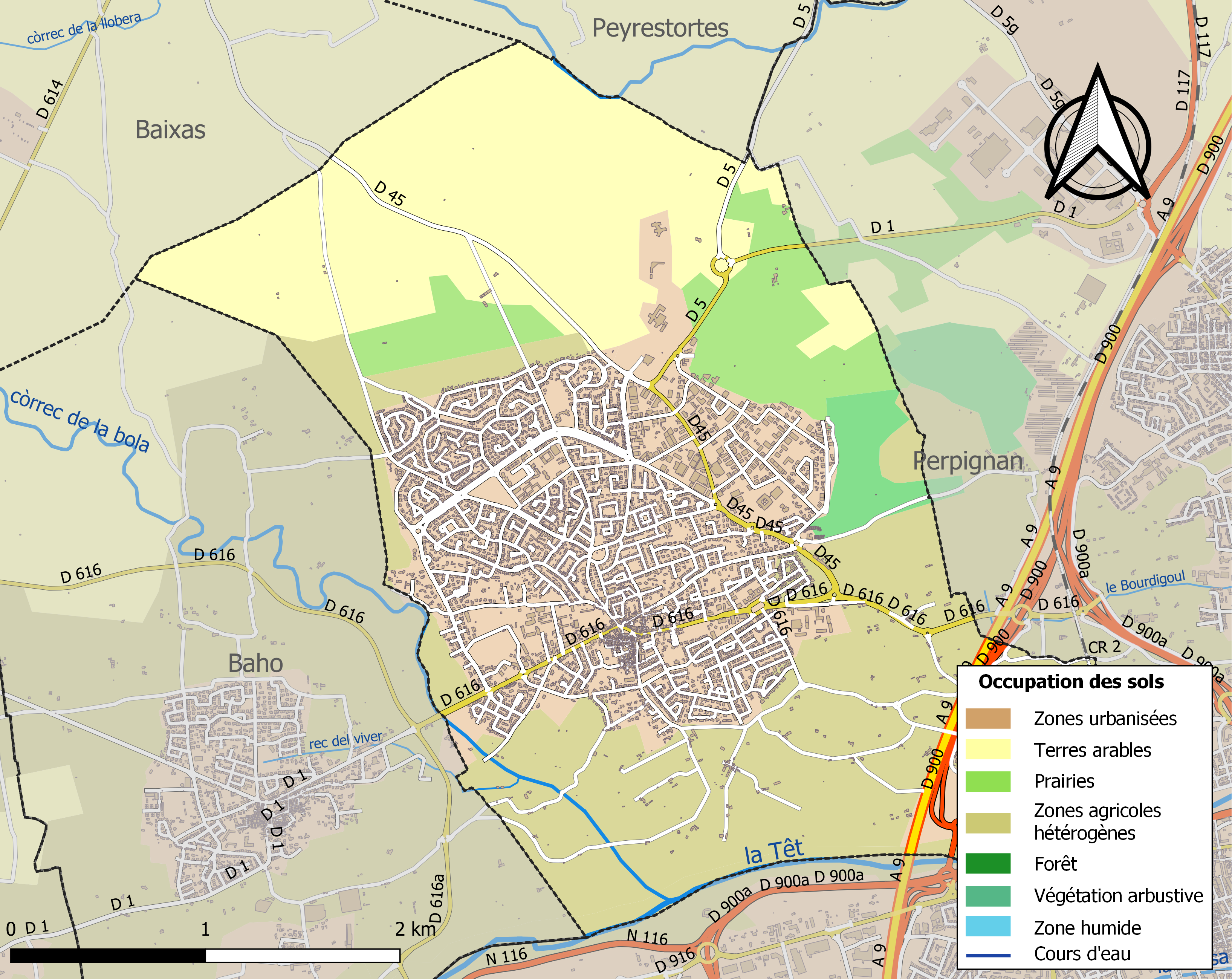
圣埃斯泰沃土地利用地图

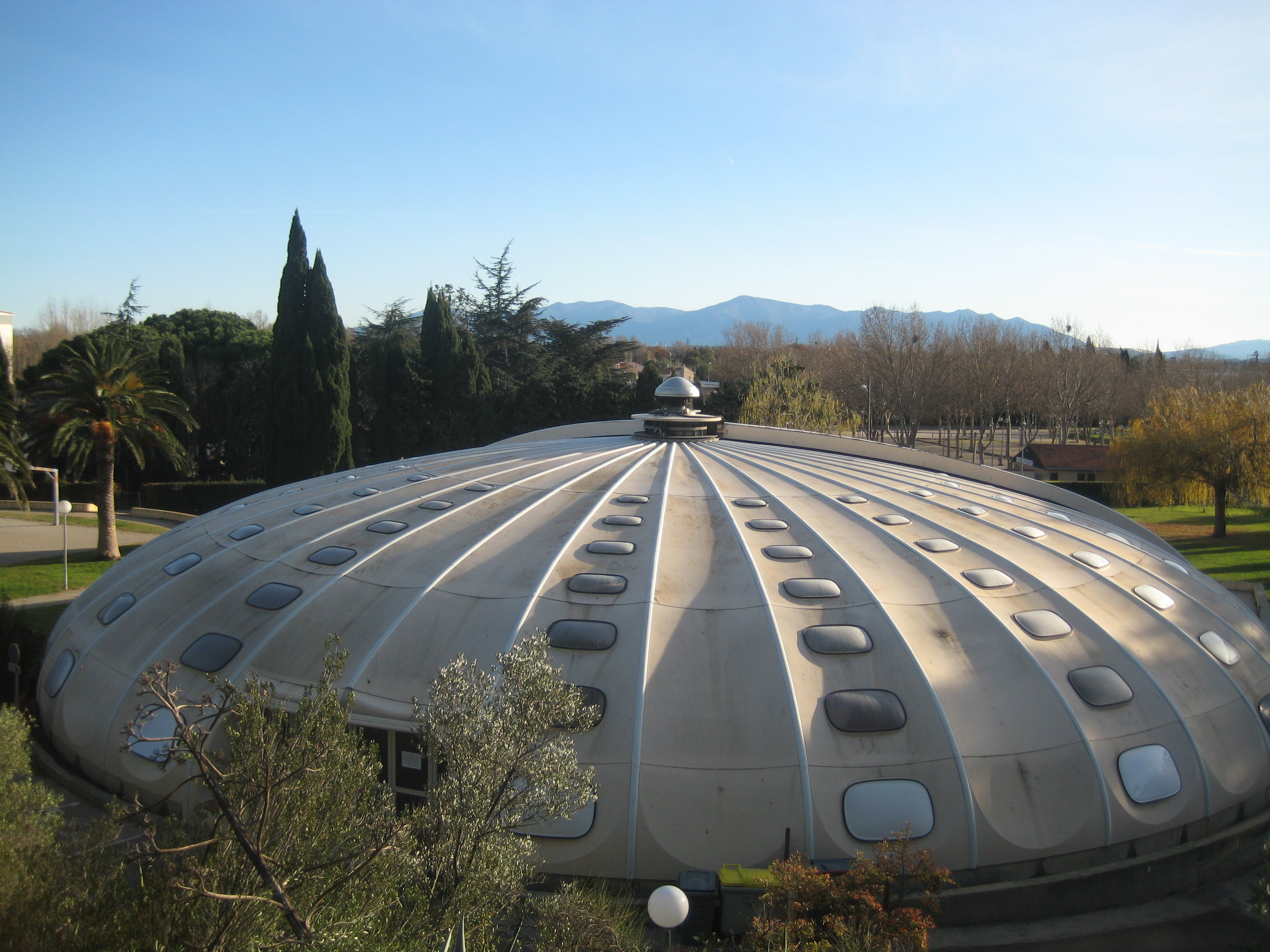
圣埃斯泰沃市政游泳池

### 教育
圣埃斯泰沃属于蒙彼利埃学区。截止2019年1月1日，圣埃斯泰沃境内共有2所幼儿园、3所小学和1所初级中学。2018至2019学年度，圣埃斯泰沃境内共有在校中等教育阶段学生955名。

### 医疗
截止2019年1月1日，圣埃斯泰沃境内共有全科医生14名、保健师31名、牙医10名、护士33名、耳科医生0名、眼科医生1名、皮肤科医生1名、助产士1名和儿科医生2名。境内共有药房4家、养老院1家、残疾人帮扶中心4家。
圣埃斯泰沃是佩皮尼昂中心医院的服务范围，后者是法国的一个区域性医疗机构，其主病区位于佩皮尼昂市区北部，距离圣埃斯泰沃市区的正常车程在15分钟以内。

### 住房
2017年，圣埃斯泰沃境内共有各类住房5,651套，其中71.7%为独立式居民区，28%为集中式居民区。常住房屋占圣埃斯泰沃市镇范围内居民建筑总量的92.6%。
在住房保障政策方面，2017年，圣埃斯泰沃境内共有963户家庭获得了住房经济补助，受益人数占总人口数量的8.3%，其中875份为房租补助。

### 商业
2019年，圣埃斯泰沃境内共有各类实体商铺337家，其中餐厅26家、大型超市4家、杂货店1家、面包房7家、肉铺2家、书店1家、银行门店9家、美容美发店15家、汽车维修店32家。市区X部建有大型开放式商业街区。

### 体育
2019年，圣埃斯泰沃境内共有1家游泳池、2间体育馆、1座综合体育场、6处网球场、1处马术场、4处足球或橄榄球场以及4处篮球或排球场。
截至2021年6月，圣埃斯泰沃境内共有两支注册足球俱乐部。其中圣埃斯泰沃足球俱乐部（FC Stéphanois）是当地的代表性足球队，2021至2022赛季参加奥克西塔尼大区足球联赛。

### 环境
圣埃斯泰沃的环境事务由其所属的公共社区负责。2019年，圣埃斯泰沃境内共有1家污染企业。

### 治安
2019年，圣埃斯泰沃市镇范围内有1处宪兵队。
2014年，圣埃斯泰沃及附近地区共发生各类案件4,372起，其中盗窃类案件3,163起，经济类案件322起，毒品交易类案件163起。

## 文化
2019年，圣埃斯泰沃境内暂无任何文化设施。圣埃斯泰沃市政府提供多媒体中心，向公众全年开放。

### 建筑
圣埃斯泰沃境内有多处历史建筑。

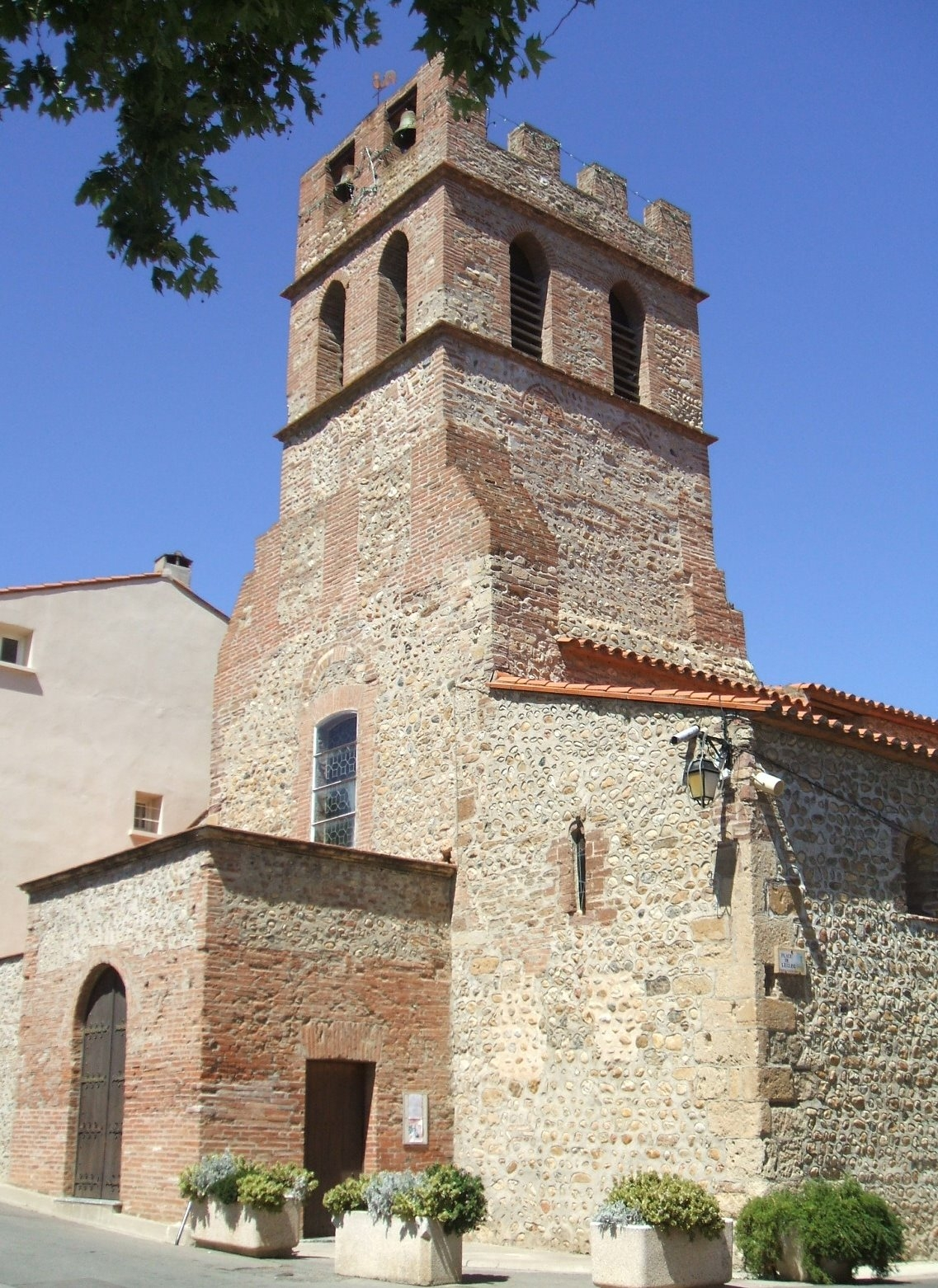
圣埃斯泰沃教堂
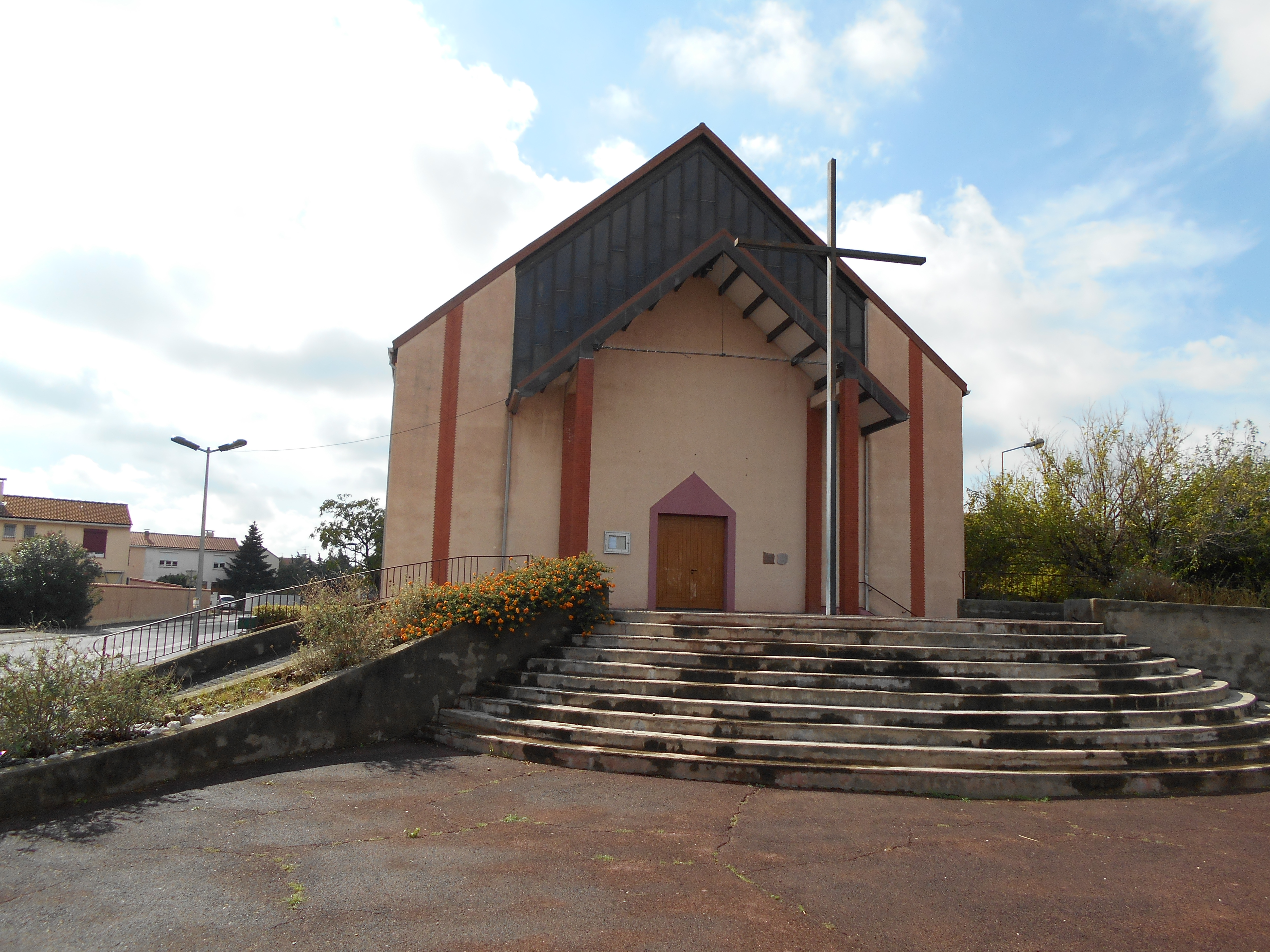
圣母教堂
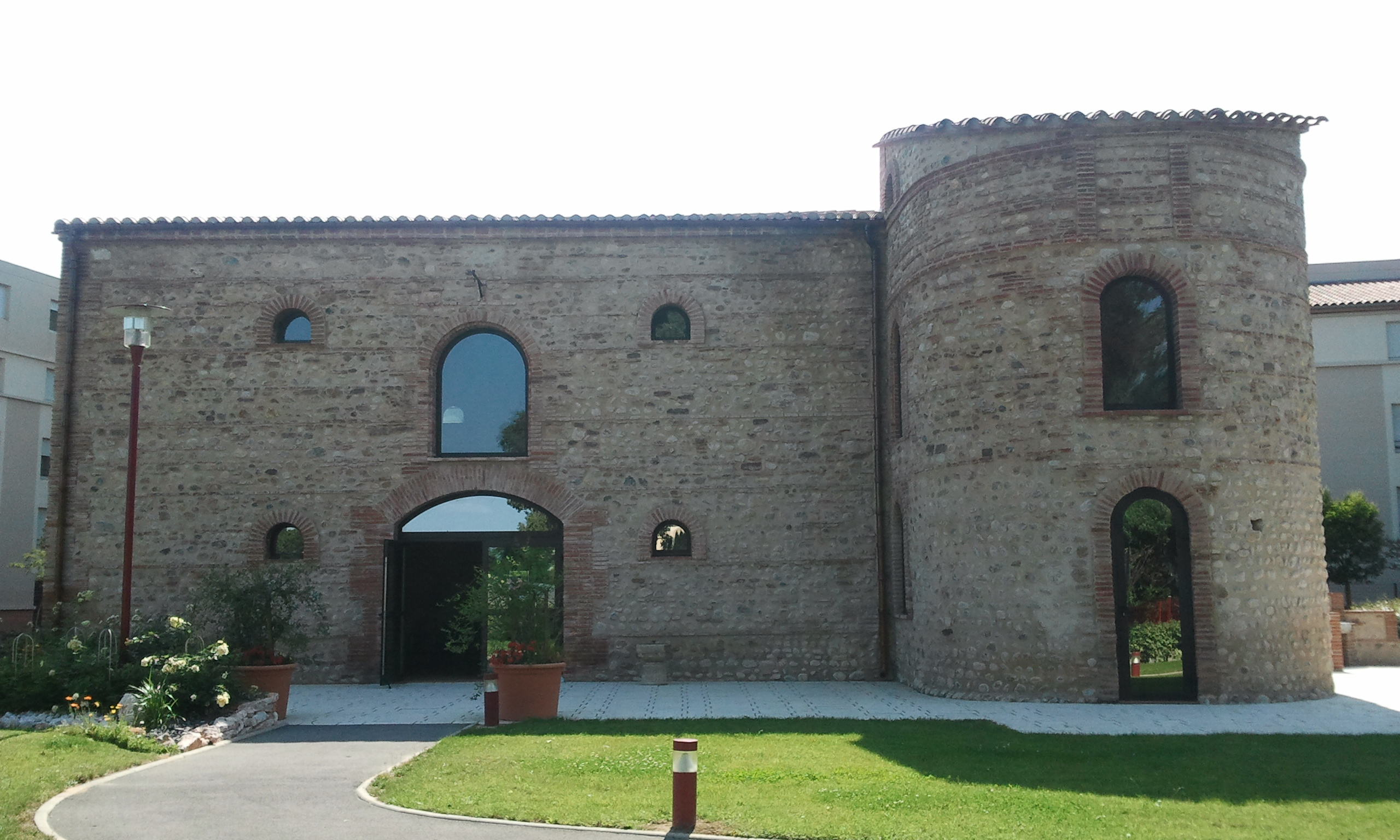
圣马梅教堂
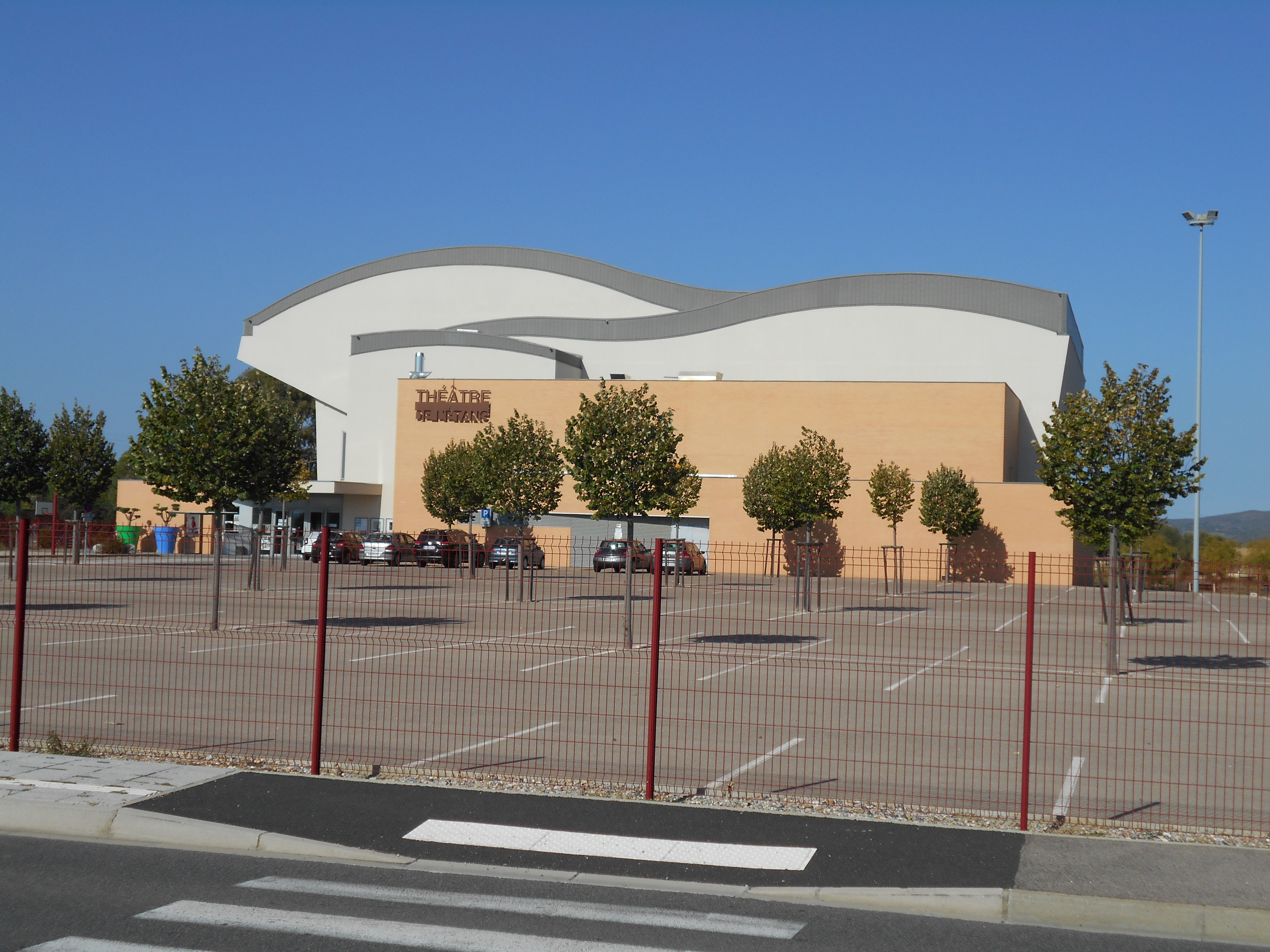
埃斯塔尼剧场
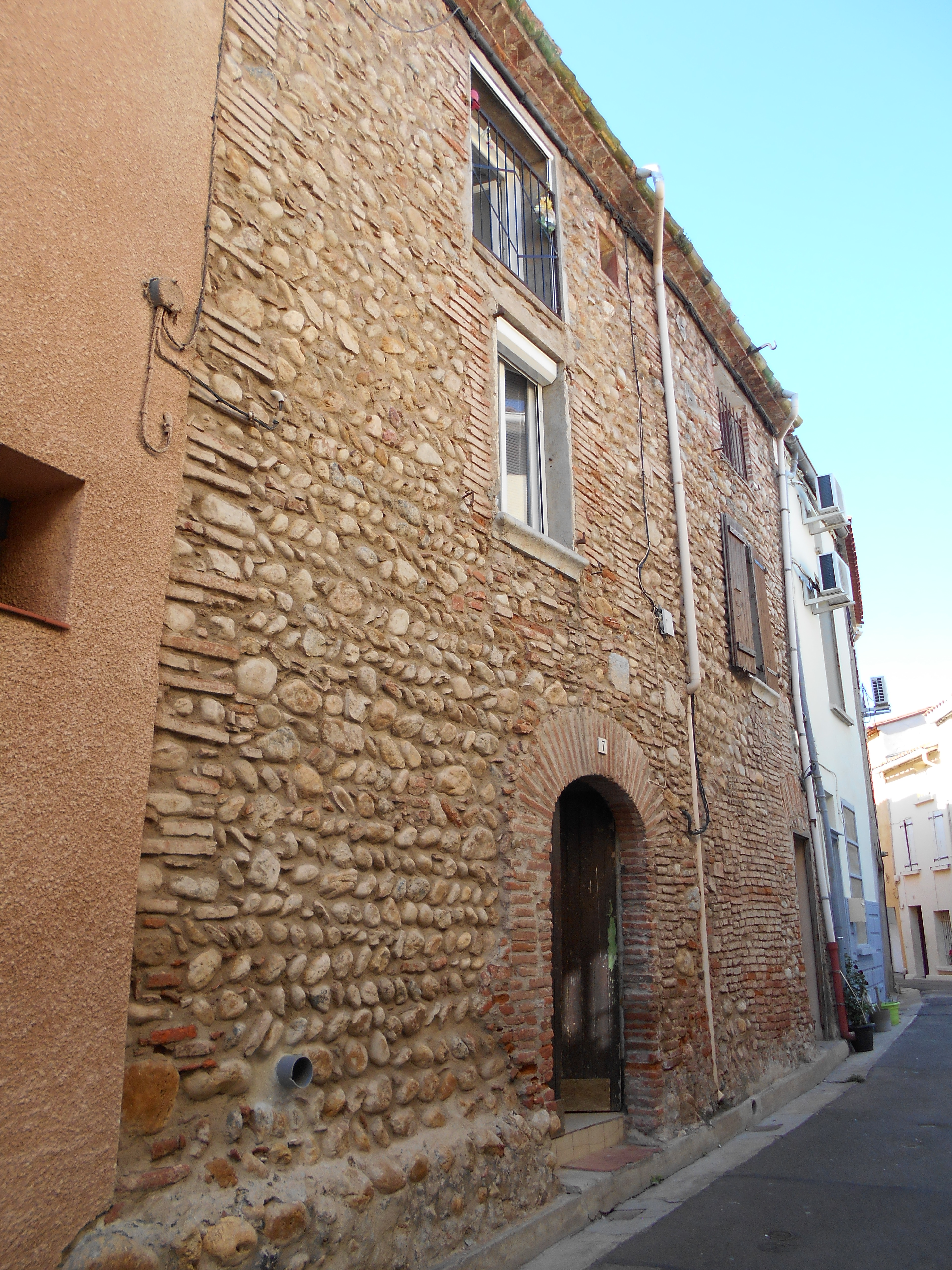
城塞遗址
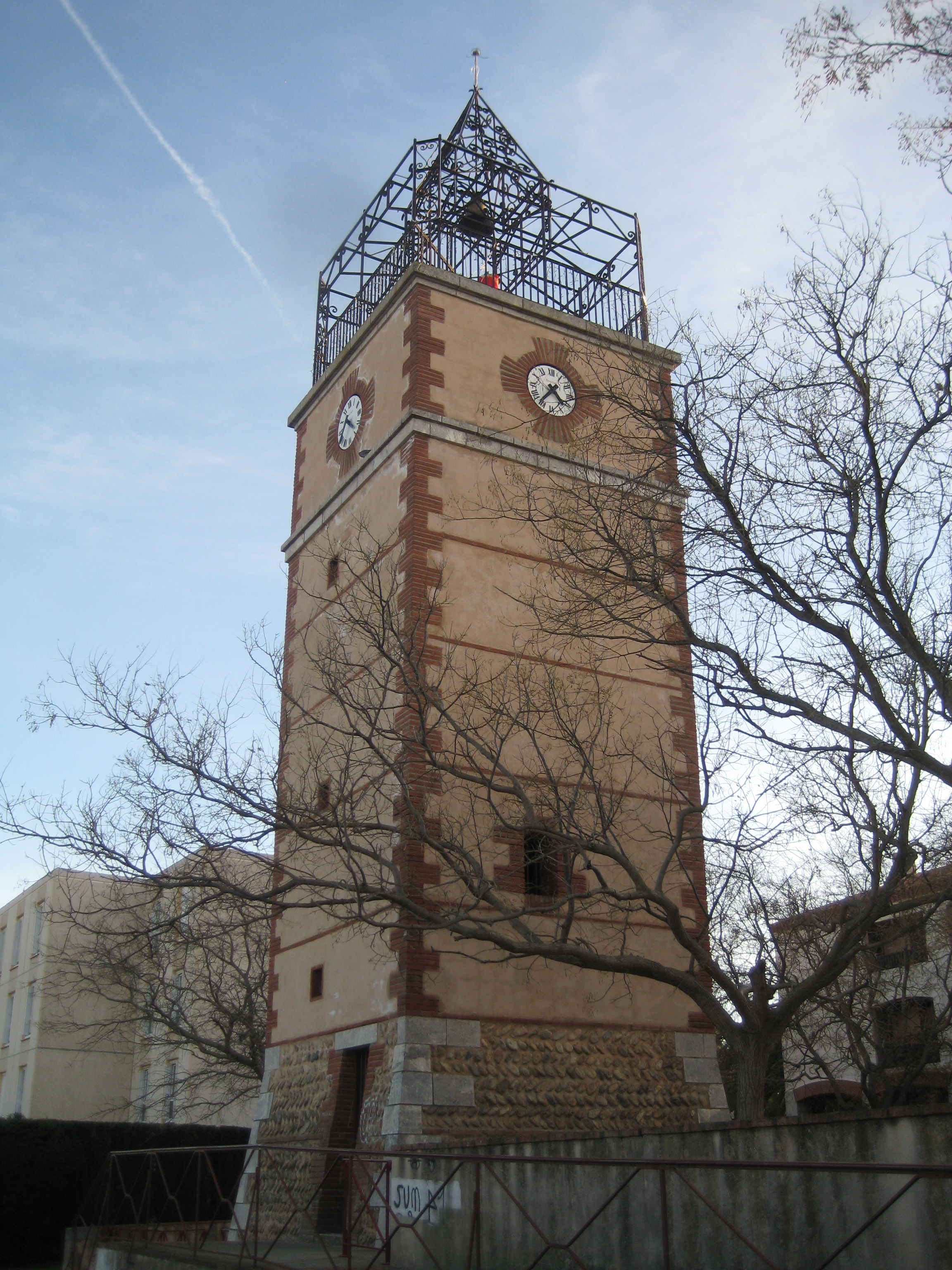
钟楼
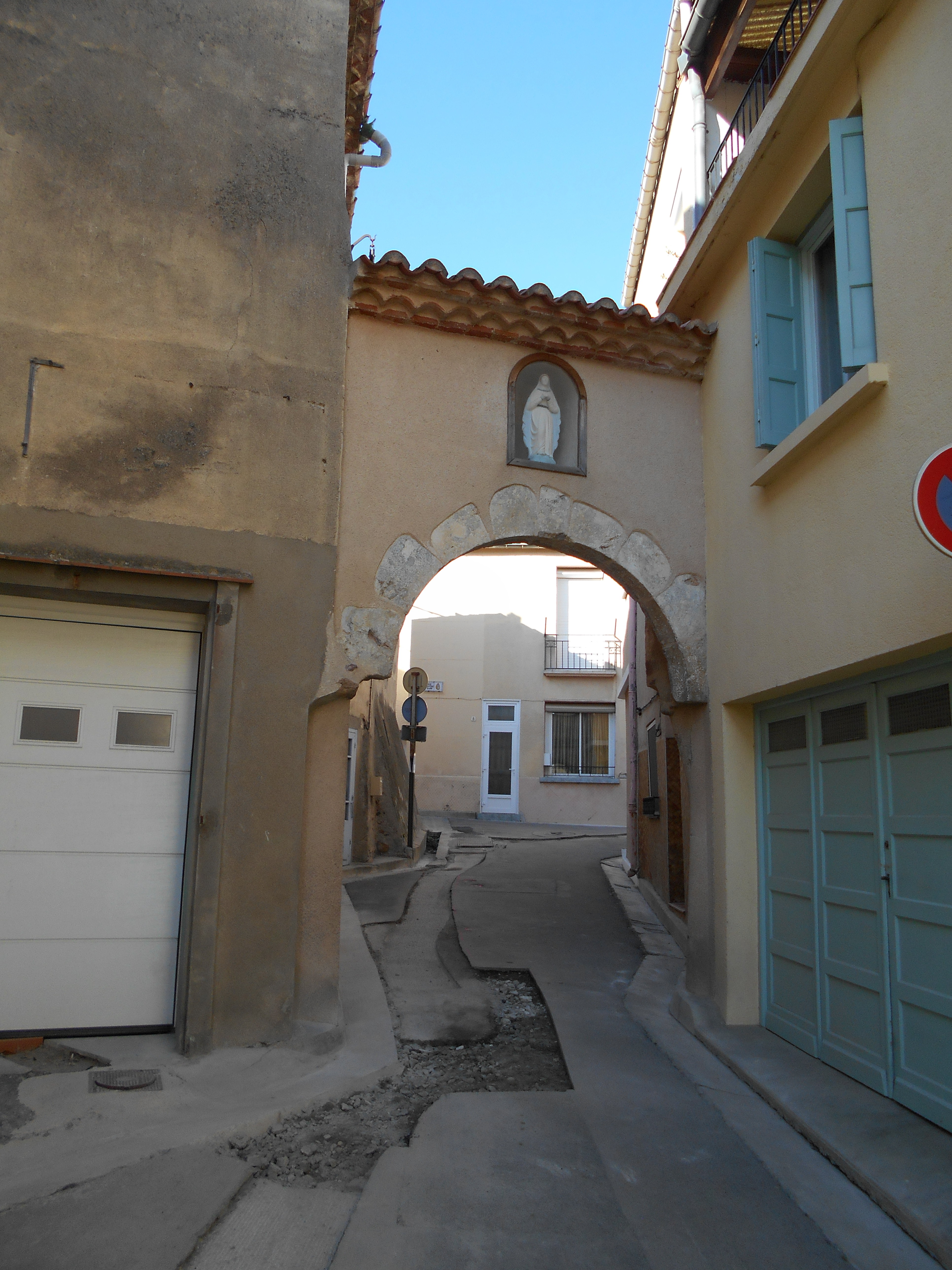
城门

### 旅游
圣埃斯泰沃的旅游事务由其所属的公共社区负责。2020年，圣埃斯泰沃境内暂无任何游客接待设施。

### 媒体
法国主要的媒体均可在圣埃斯泰沃接收，法国电视三台下属的奥克西塔尼大区频道在部分时段播出圣埃斯泰沃所属区域的地方新闻。

## 友好城市
截至2021年6月，圣埃斯泰沃共与一座城市互为友好城市关系：
- 英格兰 基斯堡